# Fernsehsender Paul Nipkow

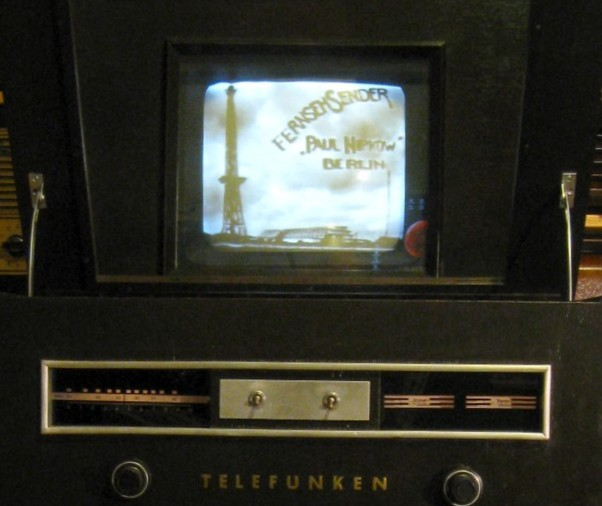
Pausenbild des Fernsehsenders „Paul Nipkow“ 1935

Der Fernsehsender Paul Nipkow (auch: Deutscher Fernseh-Rundfunk) in Berlin-Witzleben war der weltweit erste reguläre Fernsehsender. Der Sender bestand von 1934 bis 1944 und war nach Paul Nipkow, dem Erfinder der Nipkow-Scheibe, benannt. Von 1935 an produzierte und übertrug der Sender ein regelmäßiges Fernsehprogramm.

## Geschichte
Der Rundfunksender Witzleben begann 1929 zu Testzwecken erste Fernsehbilder in das Fernsehlaboratorium der Post in Berlin zu übertragen.
Die erste Fernsehübertragung in Deutschland wurde der Öffentlichkeit am 18. April 1934 in der Berliner Krolloper vorgestellt. Ein regelmäßiger Programmdienst wurde am 22. März 1935 aufgenommen:

„Am 22. März eröffnete der deutsche Rundfunk den Betrieb des ersten deutschen programmäßig arbeitenden Fernseh-Senders Berlin-Witzleben. Es sollen von nun an Montag, Mittwoch und Samstag auf zwei ultrakurzen Wellen Bild und Ton und Fernsehprogramme, und zwar Spielfilme und aktuelle Tagesereignisse gesendet werden. Die Presse hatte sich im Funkhaus versammelt, um aus den Bildfenstern von sieben Industrie-Fernsehempfängern und einem für diesen Vielfachempfang gemeinsam geschalteten Lautsprecher Bild und Ton der ersten offiziellen Sendung des Fernseh-Senders aufzunehmen. […] Bei dem ersten Fernseh-Programm sah man zum erstenmal den Funkansager, sah und hörte Bildfolgen von Kundgebungen, die in den Jahren 1933 bis 1935 aufgenommen waren, ferner die Uebertragung eines Ufakulturfilms und eines Trickfilms der Ufa. Die Uebertragung geschah mit 180 Zeilen, etwa 40.000 Bildpunkten über zwei Ultrakurzwellensender (16 kW), der eine für das Bild, der andere für den Ton. Der Empfang wurde mit normalen Industrie-Fernsehempfängern vorgeführt, die Bildgröße auf der Leuchtfläche der Braunschen Röhren beträgt 15×15 cm, in einem Fall 18×24 cm. […] Durch den mit Zwischenfilmverfahren arbeitenden Fernseh-Uebertragungswagen der Fernseh-A. G. soll am 1. Mai erstmals das Fernseh-Programm aktuelle Bild- und Tonsendungen übermitteln. Durch einen eingebauten Kleinsender wird der dort aufgenommene und sogleich laufend entwickelte Film mit Bild- und Tonimpulsen in einem zeitlichen Abstand von höchstens einer Minute auf den Ultrakurzwellensender gegeben und dann vor den Fernsehempfängern also fast gleichzeitig mit dem Ablauf der Geschehnisse selbst gehört und gesehen werden. […] Im übrigen dürfte es trotz der Eröffnungen des regelmäßigen Fernseh-Sendedienstes noch geraume Zeit dauern, bis das Fernsehen so weit entwickelt sein wird, daß es eine entsprechende Wiedergabe-Qualität mit den für den Durchschnitt der Bevölkerung erschwinglichen Preisen zur Anschaffung der Empfangsgeräte vereinigt.“

Reichssendeleiter Eugen Hadamovsky eröffnete den Betrieb des Senders mit den Worten: „In dieser Stunde wird der Rundfunk berufen, die größte und heiligste Mission zu erfüllen: Nun das Bild des Führers unverlöschlich in alle deutsche Herzen zu pflanzen.“ Den Namen „Fernsehsender Paul Nipkow“ erhielt der Sender im Rahmen einer Feierstunde zum 75. Geburtstag von Paul Nipkow am 29. Mai 1935. Das Höchstmaß an Publizität erlangte er im August 1936, als während der Olympischen Sommerspiele mit einem Großaufgebot von Fernsehkameras quasi live von den Berliner Sportveranstaltungen berichtet wurde. Das Bild wurde mittels des Zwischenfilmverfahrens übertragen. Rund 160.000 Zuschauer verfolgten die Olympischen Spiele an den Bildschirmen. Während der Spiele boten die Fernsehstuben zusätzlich zum Fernsehprogramm auch einen Bildtelefondienst an, bei dem Ferngespräche mit Bildschirmsicht des Gesprächspartners geführt werden konnten; dieser Dienst war auf die durch ein Koaxialkabel miteinander verbundenen Städte Berlin und Leipzig beschränkt.
Im November 1938 zeigte der Fernsehsender den Mantel eines Mannes, der Wochen zuvor einen Taxifahrer ermordet haben sollte, und führte damit die erste Fernsehfahndung durch.
Am 24. August 1939, sieben Tage vor Beginn des Zweiten Weltkrieges, wurde der Sender auf Anordnung des Oberkommandos der Wehrmacht stillgelegt. Die benutzten Frequenzen wurden für ein Leitstrahlverfahren der Luftwaffe gebraucht. Herbert Engler, der dem Sender seit 1939 als Intendant vorstand, setzte sich jedoch für eine Verwendung des publizistisch noch unbedeutenden Mediums für die Truppenbetreuung ein. Die Einstufung des Fernsehbetriebs als „kriegswichtig“ verhinderte sein vorzeitiges Ende. Nach Umbau der Sender auf eine Ersatzfrequenz wurde der Sendebetrieb wieder aufgenommen. Obwohl am 23. November 1943 die Sendeanlagen durch Bomben zerstört worden waren, konnte der Fernsehbetrieb über Breitbandkabel noch bis zum 19. Oktober 1944 aufrechterhalten werden. Erst als durch den Kriegseinsatz das Personal nicht mehr ausreichte, wurde er schließlich eingestellt. Am 2. Mai 1945 wurde das Berliner Funkhaus von Angehörigen der Roten Armee besetzt.

## Organisation und Personal
Die Verantwortlichkeit für das junge Medium Fernsehen war im nationalsozialistischen Deutschland nicht so eindeutig festgelegt, dass die beteiligten Behörden eine geradlinige Politik hätten verfolgen können. Reichspostminister Wilhelm Ohnesorge, dessen Ressort bei der Entwicklung der Fernsehtechnik schon seit Jahren wertvolle Arbeit geleistet hatte, wollte sich die Zuständigkeit für das Medium nicht so einfach nehmen lassen, wie dies 1933 bei den Hörfunk-Kompetenzen zum „Großdeutschen Rundfunk“ geschehen war. Gemeinsam mit Reichsluftfahrtminister Hermann Göring konnte er bei Hitler den „Erlass des Führers und Reichskanzlers über die Zuständigkeit auf dem Gebiet des Fernsehens“ vom 12. Juli 1935 durchsetzen. Dieser Erlass sah vor, dass die Kompetenzen für die Fernsehtechnik bei der Post verblieben, dass in Fragen der Flugsicherung und des nationalen Luftschutzes jedoch das Luftfahrtministerium entscheiden sollte. Der Einfluss von Goebbels’ Propagandaministeriums sollte sich auf die Programminhalte beschränken. Der Weisungsweg für die Programminhalte führte vom Propagandaministerium über den Reichssendeleiter und Programmdirektor der Reichs-Rundfunk-Gesellschaft, Eugen Hadamovsky, dem der Fernsehsender Paul Nipkow auch formal unterstellt war, bis zum Leiter bzw. Intendanten des Senders.
Erster Leiter des Fernsehsenders „Paul Nipkow“ wurde Carl Boese. Im Range eines Intendanten folgte am 22. April 1937 Hans-Jürgen Nierentz, der 1939 wiederum von Herbert Engler abgelöst wurde. Vom 1. Juni 1937 bis zum 30. April 1939 war Leopold Hainisch Oberspielleiter. Der Sender verfügte 1936 über 14 Mitarbeiter und über einen Jahresetat von 300.000 Reichsmark.
Für 1940 vermerkt das Deutsche Bühnenjahrbuch unter der Bezeichnung Deutscher Fernseh-Rundfunk bereits über 70 namentlich besetzte Stellen in den Struktureinheiten: Produktions-Chef, Programmleitung, Besetzungsbüro, Fernsehspielschar, Dramaturgie, Oberspielleitung mit den Unterbereichen Bühnenbildner, Technische Vorstände und technische Mitglieder, dazu Produktion I "Zeitgeschehen", Produktion II "Kunst und Unterhaltung", Produktion III "Film und Bild" mit den Unterbereichen Szenentechnik und Wirtschaft. Zu den namhaften Leitern und Mitarbeitern gehörten zum Beispiel: Hannes Küpper (kommissarischer Chefdramaturg und 1. Spielleiter), Arnolt Bronnen (Dramaturg und Spielleiter), Hanns Farenburg (kommissarischer Oberspielleiter), Alfred Braun (kommissarischer Produktionsleiter von Produktion I – Zeitgeschehen) oder Cläre Schimmel (Hilfssachbearbeiterin Besetzungsbüro).

## Studios und Sendeanlagen

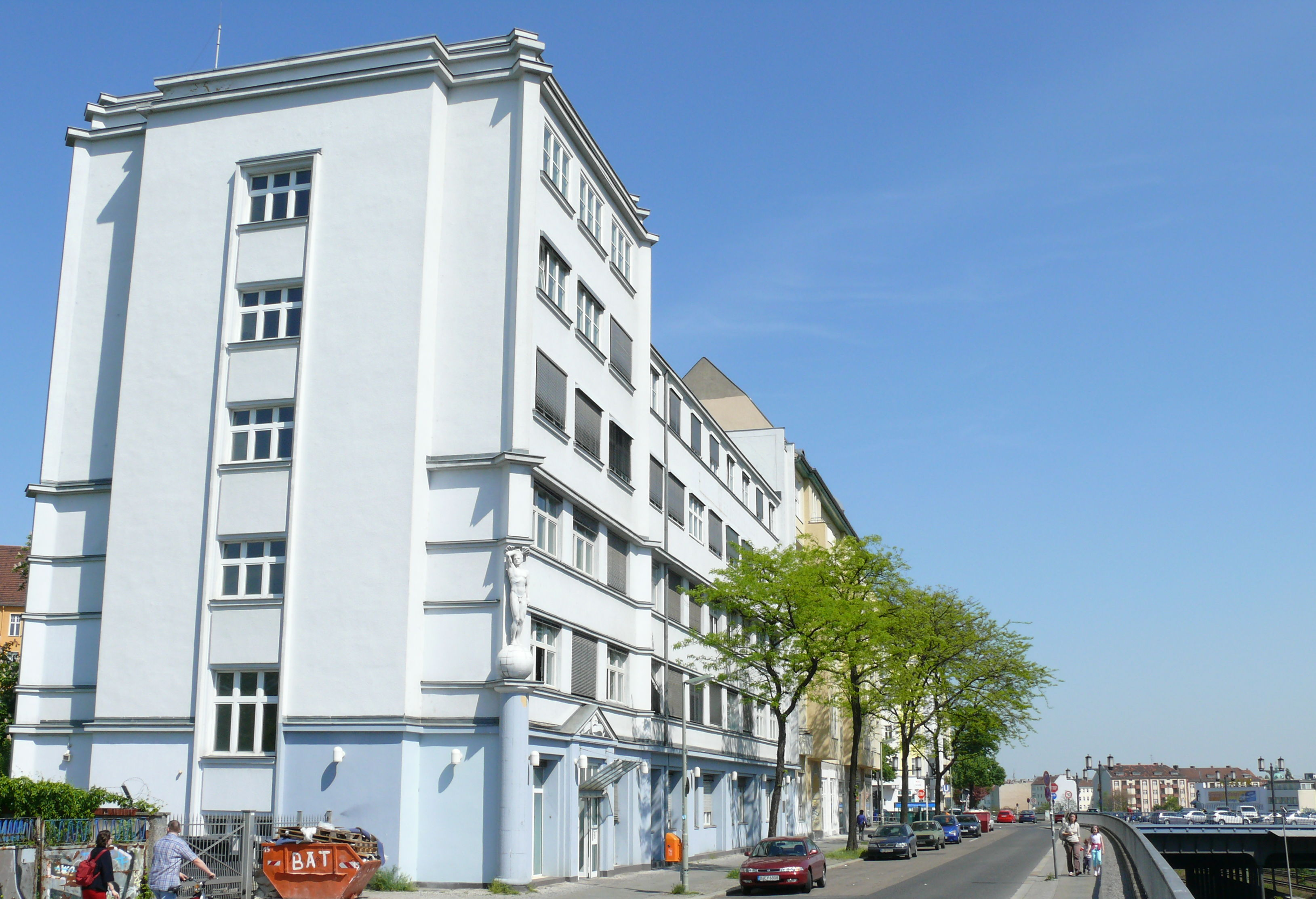
Ehemaliges Fernkabelhaus des Reichspost-Zentralamts in der Rognitzstraße

Standort des Senders war zunächst das Haus des Rundfunks gegenüber dem Berliner Funkturm in Berlin-Charlottenburg. Das Studio befand sich im nahegelegenen Fernkabelhaus des Reichspost-Zentralamts in der Rognitzstraße 8/9, wo nun eine Gedenktafel angebracht ist. Im ebenfalls fast benachbarten Deutschlandhaus am damaligen Adolf-Hitler-Platz 7–9 (heute Theodor-Heuss-Platz) beschäftigte sich Walter Bruch ab 1937 mit der Einrichtung eines elektronischen Aufnahmestudios. Ab 13. Dezember 1937 siedelte das Studio dorthin über. Der Umzug war mit der Abschaltung des 180-Zeilen-Programmbetriebes bzw. der Einschaltung des 441-Zeilen-Programmbetriebes am 1. November 1938 vollzogen. Zur Einrichtung gehörten ein Haupt- und ein Nebenstudio; 1941 kam ein kleineres drittes Studio hinzu. Die Sendeanlage befand sich auf dem Berliner Funkturm und ab 1938 im Turm des dem Deutschlandhaus benachbarten Amerikahauses. Am 17. Juni 1935 wurde erstmals auch ein 10 kW starker fahrbarer Fernsehsender eingesetzt. Die letzten Sendungen wurden 1944 im Kuppelsaal des Deutschen Sportforums produziert.

## Publikum

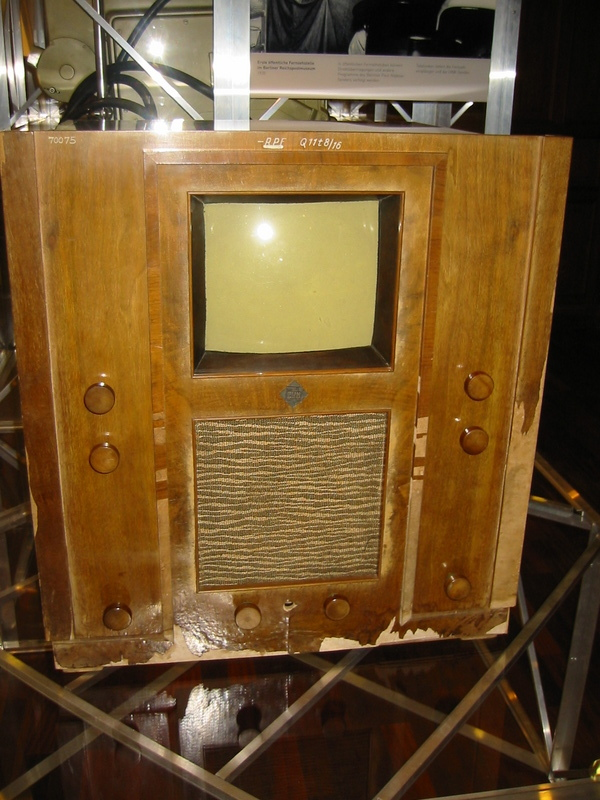
Telefunken-Fernsehempfänger von 1936

Da das Programm des Fernsehsenders „Paul Nipkow“ über UKW übertragen wurde, war es nur im Berliner Raum zu empfangen. Die Reichweite des Senders betrug 60 bis 80 Kilometer. Fernsehgeräte waren zwar bereits seit 1930 im Handel, wurden jedoch noch von Hand und nur in kleinen Stückzahlen gefertigt. Die Geräte, die bereits mit einer Braunschen Röhre ausgestattet waren, kosteten zwischen 2500 und 3600 Reichsmark. Privatgeräte gab es fast nur in den Wohnungen hoher NSDAP-Funktionäre und hoher Rundfunkmanager. Ein Privatgerät besaßen außer den oben genannten Fernsehintendanten z. B. Joseph Goebbels, Eugen Hadamovsky, Staatssekretär Walther Funk, der Oberingenieur der Reichs-Rundfunk-Gesellschaft, Ernst Augustin, Reichsjugendführer Baldur von Schirach und Reichsluftfahrtminister Hermann Göring.
Um die Produktionen des Fernsehsenders einem größeren Publikum zugänglich zu machen, richtete die Reichspost in ihren Postämtern öffentliche Fernsehstuben ein, in denen sich 20 bis 40 Personen um zwei Fernsehgeräte versammelten, deren Bildschirme anfangs nur 18 mal 22 Zentimeter groß waren und sehr schlecht aufgelöste kontrastarme Bilder boten. Die erste Fernsehstube wurde am 9. April 1935 im Reichspostmuseum eingerichtet, weitere folgten. Im Herbst öffnete eine Fernseh-Großbildstelle für 294 Zuschauer, in der die Bildfläche mit Hilfe eines Zwischenfilm-Projektionsgeräts auf drei mal vier Meter vergrößert wurde. Eine zweite Großbildstelle mit 120 Plätzen wurde 1936 eröffnet. Auf dem Höhepunkt der Aktivität des Senders im August 1936 gab es in Berlin 27 Fernsehstuben. Wenn man die in Privathaushalten befindlichen „Heimempfänger“ mitzählt, betrug die Zahl der Fernsehgeräte in ganz Berlin etwa 75. Bis zum Beginn des Zweiten Weltkrieges stieg diese Zahl auf ca. 500 an. Nach Kriegsbeginn wurden die Fernsehstuben vorübergehend geschlossen und die Empfangsgeräte in der Truppenbetreuung und in Lazaretten eingesetzt. Die Fernsehstuben nahmen ihren Betrieb jedoch bald wieder auf, und von 1941 bis 1943 war das Berliner Programm durch ein Breitbandkabel sogar in den neu eröffneten Hamburger Fernsehstuben zu empfangen, z. B. am Dammtor, in der Schlüterstraße und im Postamt Altona. In Potsdam und Leipzig gab es einzelne Fernsehstuben bereits seit dem 13. Mai 1935. Im Berliner Bechstein-Saal wurde 1941 eine dritte Großbildstelle mit 200 Plätzen eingerichtet. Da der Eintritt kostenlos war und weil sie beheizt waren, dürften die Fernsehstuben während des Krieges von vielen Menschen auch deshalb gern besucht worden sein.

## Programm
Ab Anfang 1936 wurden in Deutschland tägliche, für die Öffentlichkeit bestimmte Fernsehsendungen ausgestrahlt. Das zweistündige Programm bestand jeweils ungefähr zur Hälfte aus Live-Sendungen sowie Tonfilmen. Das Eröffnungsprogramm vom 15. Januar 1936 lief laut interner Planung folgendermaßen ab:
| lfd. Nr. | Inhalt                                                                | Bildquelle | Dauer       | Bemerkungen                                                   |
| -------- | --------------------------------------------------------------------- | ---------- | ----------- | ------------------------------------------------------------- |
| 1        | Else Elster techn. Ansage                                             | Zelle      | 1 Minute    |                                                               |
| 2        | Carl Boese Eröffnungsworte                                            | Zelle      | 2–3 Minuten | Nur für den 15. Januar 1936                                   |
| 3        | Else Elster Ansage für Schaeffers                                     | Zelle      | 1 Minute    |                                                               |
| 4        | Willi Schaeffers Ansage des Films                                     | Zelle      | 1 Minute    | Achtung! Bei Schlusswort Schaeffers Umschalten auf Filmgeber. |
| 5        | Film Rückblick                                                        | Filmgeber  | 26 Minuten  | Achtung! Bei Schluss Umschalten auf Zelle!                    |
| 5a       | Während Film läuft, Mikrofon offen für Zwischensätze Sprecher Bublitz |            |             |                                                               |
| 6        | Willi Schaeffers sagt de Vogt an                                      | Zelle      | 3–5 Minuten | (evtl. länger)                                                |
| 7        | Carl de Vogt singt zur Laute                                          | Zelle      | 5 Minuten   |                                                               |
| 8        | Willi Schaeffers sagt Film an                                         | Zelle      | 3–5 Minuten | Achtung! Umschalten auf Filmgeber!                            |
| 9        | Film Querschnitte                                                     | Filmgeber  | 11 Minuten  | Achtung! Umschalten auf Zelle!                                |
| 10       | Willi Schaeffers sagt Elster an                                       | Zelle      | 3–5 Minuten | Begleiter am Flügel: Albes.                                   |
| 11       | Else Elster Chanson                                                   | Zelle      | 5 Minuten   | Am Flügel: Albes.                                             |
| 12       | Willi Schaeffers sagt de Vogt an                                      | Zelle      | 3–5 Minuten |                                                               |
| 13       | Carl de Vogt singt zur Laute                                          | Zelle      | 3 Minuten   |                                                               |
| 14       | Else Elster Schlußabsage                                              | Zelle      | 2 Minuten   |                                                               |

Im Laufe des Jahres 1936 kristallisierte sich folgendes festes Programmschema für die Zeit von 20.00 bis 22.00 Uhr heraus:
1. Aktueller Bildbericht
2. Künstler stellen sich vor
3. Ausschnitte aus Tonfilmen
4. Kulturfilme

Gesendet wurde anfangs an drei Tagen in der Woche, vom Mai 1935 an täglich, jeweils von 20:30 bis 22:00 Uhr. Während der Olympischen Sommerspiele im August 1936 wurde die tägliche Sendezeit vorübergehend auf acht Stunden ausgedehnt. Im August 1937 wurden über Breitbandkabel auch Fernsehberichte vom Nürnberger Reichsparteitag der NSDAP nach Berlin übertragen. Außerhalb der eigentlichen Sendezeit liefen tagsüber Versuchssendungen und Musik.
Das Programm bestand aus einer Mischung von Live-Moderation aus dem Studio, Fernsehspielen und eingespielten Filmausschnitten, Kurzfilmen und Wochenschauen. Daneben gab es eine regelmäßige Nachrichtensendung („Bild des Tages“), einen „Aktuellen Bildbericht“, eine Diskussionssendung („Gesprächskreis“), eine Sendung „Künstler stellen sich vor“, Tiersendungen und eine populäre, von Ilse Werner moderierte Varieté-Show mit dem Titel „Wir senden Frohsinn – wir spenden Freude“, die seit März 1941 jeden Freitag live aus dem Kuppelsaal des Sportforums der Deutschen Hochschule für Leibesübungen übertragen wurde. In der Sendung „Die Kriminalpolizei warnt!“ wurde die Bevölkerung zur Fahndungshilfe bei der Verbrecherjagd aufgefordert. Nach Kriegsbeginn kam unter anderem eine Truppenbetreuungssendung „Soldaten spielen für Soldaten“ hinzu. Speziell an das weibliche Publikum adressiert waren Sendungen wie „Gesunde Frau – Gesundes Volk“ und die Küchensendung „Die Hausfrau im Kriege“.
Fernsehwoche vom 3. bis 8. Januar 1938:
| Montag 20.00 Ein netter alter Herr (Hörszene) 20.05 Ufa-Tonwoche 20.18 Musik aus unseren vier Wänden (L. Hainisch) 21.00 Das gestohlene Herz (Scherenschnittfilm) 21.12 Liebe zur Harmonika (Ufa-Kulturfilm) 21.25 Bauernmusiken 21.40 Die Geige lockt (Ufa-Film) 21.50 Sendeschluss Dienstag 20.00 Die Speisekarte (Fernsehspiel) 20.05 Ufa-Tonwoche 20.18 Buntes Allerlei (L. Hainisch) 21.00 Knigge und wir (Tobis-Film) 21.17 Fahrt durchs Kinderland 21.28 Die Sänger von der Waterkant 21.48 Eine tolle Fuchsjagd (Trickfilm) 21.56 Sendeschluss | Mittwoch 20.00 Ufa-Tonwoche 20.18 Tante Inges Garten (NSV-Film) 20.30 Achtung: Rotes Licht (Verkehrserziehung) 21.14 Alkohol am Steuerrad (Ufa-Film) 21.28 Die Lokomotivenbraut (Ufa-Film) 21.42 Letzte Grüße von Marie (Ufa-Film, 1931) 21.57 Sendeschluss Donnerstag 20.00 Hinein, hinein! (Ulksendung) 20.05 Ufa-Tonwoche 20.18 Schneeflocken (Spukfilm; A. Bronnen) 21.18 Kater Lampe (Tobis-Film; Veit Harlan) 21.51 Abenteuer im Zoo (Trickfilm) 21.57 Sendeschluss | Freitag 20.00 Vor der Haltestelle (Kurzinterview) 20.05 Ufa-Tonwoche 20.18 Fünf Personen suchen Anschluss (Ufa-Film) 20.30 Das Patentkunstschloss (Ufa-Film) 20.47 Eulenspiegelei (Theo Lingen) 21.05 Ufa-Tonwoche 21.18 Fünf Personen suchen Anschluss (Wiederholung) 21.30 Das Patentkunstschloss (Wiederholung) 21.47 Eulenspiegelei (Wiederholung) 22.00 Sendeschluss Samstag 20.00 Ufa-Tonwoche 20.18 Filmbericht aus einem NS-Kinderheim 20.23 Fernsehkabarett (L. Hainisch) 21.30 Truxa (Tobis-Film) 21.51 Sendeschluss |

Die erste Ansagerin des deutschen Fernsehens war Ursula Patzschke-Beutel. Sie meldete sich mit den Worten: „Achtung, Achtung! Fernsehsender Paul Nipkow. Wir begrüßen alle Volksgenossen und Volksgenossinnen in den Fernsehstuben Großberlins mit dem deutschen Gruß: Heil Hitler!“, und verabschiedete sich mit: „Hiermit beendet der Fernsehprogrammbetrieb der Reichssendeleitung sein heutiges Bildprogramm. Waren Sie zufrieden? Wenn ja, sagen Sie es bitte allen Ihren Bekannten weiter. Gefiel es Ihnen nicht, sagen Sie es bitte uns. Schreiben Sie an den Fernsehbetrieb der Reichssendeleitung, Berlin, Haus des Rundfunks. Zum Ausklang des Abends: Marschmusik. Auf Wiedersehen bei der nächsten Sendung. Heil Hitler!“ Auch die Schauspielerin Else Elster wurde als Ansagerin eingesetzt. Für dramatische Genres, Rezitationen und Conferencen beschäftigte der Sender in der sogenannten Fernsehspielschar eine Gruppe von festangestellten Darstellern – darunter Künstler wie Oskar Ballhaus, Helga Marold, Georg Helge, Horst Preusker, Ivo Veit u. a.
Da die Fernsehaufnahmetechnik noch keine Möglichkeit der Aufzeichnung bot – meist wurde live gesendet –, ist von den meisten Produktionen nichts erhalten.
Anders verhielt es sich bei den Sendungen, die im Film-Bild-Verfahren gesendet wurden, wie etwa bei einigen Beiträgen während der Olympischen Spiele 1936. Da nicht genügend elektronische Kameras zur Verfügung standen, wurde mit Filmkameras gefilmt, die auf einem Wagen der Reichspost montiert waren. Der belichtete Film lief direkt aus der Kamera ins Wageninnere, wurde dort im Durchlaufverfahren entwickelt, sofort danach elektronisch abgetastet und gesendet. Sendungen, die auf diese Weise entstanden, sind teilweise erhalten geblieben.
In den letzten Monaten des Sendebetriebs liefen anstelle von personalaufwändigen Originalproduktionen mehr und mehr „Konserven“ über den Sender, da die Mitarbeiter des Senders in zunehmendem Umfang zum Kriegsdienst abberufen wurden. Die am längsten ausgestrahlte Originalproduktion war die Live-Show Wir senden Frohsinn – wir spenden Freude, die erst am 21. Juni 1944 eingestellt wurde. Um dem Fronteinsatz zu entgehen, formierte sich das künstlerische Ensemble des Fernsehsenders schließlich zu einer Wanderbühne um, die ihr aus dem Fernsehen bekanntes Programm in Lazaretten präsentierte. Andere Mitarbeiter wurden in der Truppenbetreuung als Filmvorführer eingesetzt.

## Technik
Die Fernsehtechnik, an deren Entwicklung die Industrie gemeinsam mit der Forschungsanstalt der Deutschen Reichspost arbeitete, war zum Zeitpunkt der überstürzten Eröffnung des Sendebetriebs noch zu unausgereift, als dass dem Publikum gut aufgelöste klare Bilder hätten geboten werden können. Übertragen wurden anfänglich 180 Zeilen pro Bild und 25 Bilder pro Sekunde, die stark flackerten und so kontrastarm waren, dass die Bilder laufend durch einen Rundfunksprecher erläutert werden mussten. Spielfilme konnten übertragen werden, mussten jedoch sorgfältig ausgewählt werden, da bei der Wiedergabe des Fernsehsignals viele Bilddetails schlecht zu erkennen waren. Der Ton wurde von Anfang an parallel mit übertragen.
Die frühen Fernsehkameras waren äußerst unflexibel. Damit das mit einer Nipkow-Scheibe ausgerüstete Abtastgerät das Bild einer Person überhaupt zerlegen konnte, musste diese Person sich in einer so genannten „Dunkelzelle“ befinden, in die kein Tageslicht einfiel. Da das Aufnahmegerät sehr wenig lichtempfindlich war, musste die Moderatorin überdies extrem überschminkt und kontrastreich gekleidet sein, damit später auf dem Bild überhaupt etwas zu erkennen war. Die Dunkelzelle hatte eine Grundfläche von 2,25 Quadratmetern, sodass nur Brustbilder aufgenommen werden konnten. Im Sommer 1936 wurde die Zelle so vergrößert, dass auch stehende Personen aufgenommen werden konnten; später konnten sogar bis zu sechs Personen gleichzeitig im Bild sein.
Das Flimmern des Bildes wurde 1935 mit der Einführung eines Zeilensprungverfahrens vermindert, bei dem jedes Bild in zwei Schritten abgetastet wurde: erst die geraden, dann die ungeraden Zeilen. Pro Sekunde wurden 50 Halbbilder (= 25 Vollbilder). übertragen und so das Zeilenflimmern minimiert.
Außenaufnahmen waren zunächst gar nicht möglich. Bei Tageslicht-Verhältnissen schuf das Anfang 1935 eingeführte „Zwischenfilmverfahren“ Abhilfe, bei dem die Bilder zunächst von einer auf einen umgebauten Möbelwagen montierten und speziell umgebauten Arriflex-Filmkamera aufgenommen wurden. Der belichtete Film wurde dann aber nicht mehr in die Filmkassette zurückgeführt, sondern durch einen lichtdichten Kanal, der zugleich das Stativ ersetzte, in den speziell ausgestatteten „Zwischenfilmwagen“ geleitet. Dort erfolgte kontinuierlich die Entwicklung und Fixierung des Films. Der notdürftig getrocknete Film wurde ohne weitere Unterbrechung durch einen Projektor geführt, auf einen Rückprojektionsbildschirm geworfen, von dem eine Fernsehkamera das Bild wieder abtastete. Damit waren die Filmaufnahmen zu einem elektronischen Bildsignal geworden; die Aufnahmen konnten auf diese Weise mit einer Verzögerung von knapp zwei Minuten nach dem Entstehen gesendet werden und auch evtl. mit den Bildern einer anderen E-Kamera „gemischt“ werden.
Von 1936 bis etwa 1940 erfolgte stufenweise der Ersatz der Nipkow-Scheibe durch elektronische Bildzerleger. Von der Grundidee her waren vollelektronische Fernsehverfahren bereits seit 1930 in den USA (Farnsworth) bekannt, der Bau eines funktionstüchtigen Aufnahmegeräts beanspruchte jedoch eine längere Entwicklungszeit. Eine aus einer „Farnsworth“ weiterentwickelte vollelektronische Ikonoskop-Fernsehkamera, die Direktübertragungen bei Tageslicht ermöglichte, wurde in Deutschland erstmals während der Olympischen Sommerspiele 1936 in Berlin eingesetzt. Das Gerät bot eine Auflösung von 180 Zeilen. Verwendet wurde ein modifiziertes Leitz-Projektionsobjektiv, konstruiert für Episkope, mit einer Brennweite von 1600 mm und einem Frontlinsendurchmesser von 40 cm. Das Gerät war 2,20 m lang und etwa 150 kg schwer. Diese sogenannte „Olympia-Kanone“ wurde von Emil Mechau bei der Telefunken GmbH konstruiert und während der Olympischen Spiele von dem jungen Telefunken-Techniker Walter Bruch bedient. Bruch entwickelte später das 1967 in Deutschland eingeführte PAL-Farbfernsehsystem.
Am 15. Juli 1937 setzte der Reichspostminister eine neue Fernsehnorm von 441 Zeilen fest. Eine noch höhere Zeilenzahl wäre mit der damaligen Übertragungstechnik nicht möglich gewesen.

## Politische Bedeutung
Die überstürzte Eröffnung des ersten deutschen Fernsehsenders zu einem Zeitpunkt, als die Technik noch an Anfangsschwierigkeiten litt, muss man vor allem als propagandistische Maßnahme des nationalsozialistischen Staates verstehen, der im In- und Ausland gern auf seine vermeintliche Modernität und die tatsächlichen und lediglich behaupteten Leistungen seiner Erfinder und Ingenieure als angeblich auf dem Nationalsozialismus basierend hinwies. Die Aufnahme des Sendebetriebs erfolgte als Reaktion auf die Nachricht, dass auch in Großbritannien ein regelmäßiger Fernsehprogrammbetrieb vorbereitet wurde. Dort hatte die Baird Television Ltd. in Zusammenarbeit mit der BBC bereits am 30. September 1929 ihre erste Fernsehsendung ausgestrahlt. Mit dem regelmäßigen Sendebetrieb (BBC Television Service) begann die BBC zwar erst sieben Monate später als die deutsche Konkurrenz, dafür nutzte sie jedoch von Anfang an die verbesserte Technik, die in Deutschland erst 1937 zur Verfügung stand.
Abgesehen von der aufwändigen Werbung, mit der das neue Medium der deutschen und der internationalen Öffentlichkeit ins Bewusstsein gebracht werden sollte, unternahm das nationalsozialistische Regime kaum Anstrengungen, um das Fernsehen als Propagandainstrument auszubauen. Da Hörfunk und Film bewährte Alternativen bildeten, gab es für den Ausbau des Fernsehens kaum Argumente. Auch hinsichtlich des technischen Standards konnte das Fernsehen sich mit dem viel reiferen Medium Film in den 1940er Jahren noch nicht messen.
Einen vorläufigen Schlussstrich unter die Entwicklung des Fernsehens als Massenmedium zog der Zweite Weltkrieg. Zuvor hatte die Fernseh-Forschungsanstalt der Reichspost gemeinsam mit fünf deutschen Privatunternehmen, der Fernseh A.G. (Bosch/Blaupunkt), Radio A.G. D.S. Loewe, C. Lorenz A.G., TeKaDe sowie der Telefunken GmbH den Auftrag erhalten, einen Fernseh-Einheitsempfänger („Volksfernseher“) zu entwickeln. Dieser wurde ein Jahr später auf der am 18. Juli 1939 eröffneten 16. Großen Deutschen Funk- und Fernseh-Ausstellung der Öffentlichkeit vorgestellt. Der „Einheits-Fernseh-Empfänger E1“ war ein eher kleines Tischgerät mit einer Bildschirmgröße von 19,5 × 22,5 cm, von dem zunächst 10.000 Stück produziert werden sollten. Der angestrebte Verkaufspreis betrug 650 Reichsmark (zum Vergleich: das preiswerteste Radio, der subventionierte Deutsche Kleinempfänger, kostete 35 Reichsmark). Zur Massenfertigung dieses nicht kriegswichtigen Artikels fehlten jedoch bald die industriellen Kapazitäten. Bis zum Kriegsbeginn am 1. September 1939 wurden tatsächlich nur 50 Geräte gefertigt und zu einem Stückpreis von 675 Reichsmark verkauft.
Die technische Entwicklung des Fernsehens wurde nach Beginn des Krieges nur noch in den Forschungsstätten der Luftwaffe vorangetrieben, die die junge Technik später nutzte, um Flugbomben vom Typ Henschel Hs 293 D ins Ziel zu lenken. Ein Patent für den Einsatz der Fernsehtechnik bei der Lenkung unbemannter Fahrzeuge oder Torpedos hatte ein Ingenieur der Forschungsanstalt der Deutschen Reichspost bereits am 15. Juli 1935 angemeldet. Von 1940 an arbeiteten Luftwaffe und die Forschungsanstalt der Deutschen Reichspost gemeinsam an der praktischen Entwicklung einer Fernseh-Lenkeinrichtung für Bomben, die am Ende nur sehr unzuverlässig funktionierte, von der Grundidee her aber dem entsprach, was zur selben Zeit auch in amerikanischen Militärlabors entwickelt wurde.
Über den 1937 errichteten und 53 Meter hohen Fernmeldeturm Großer Feldberg sollte das Rhein-Main-Gebiet mit den Produktionen des Fernsehsenders „Paul Nipkow“ versorgt werden. Das Bauwerk diente später als Radarturm lediglich militärischen Zwecken. Weitere Fernsehsendeanlagen, die seinerzeit errichtet wurden, aber nicht mehr in Betrieb gingen, befanden sich auf dem Brocken und dem Großen Inselsberg.
In den Militärlabors machte die Technik weitere Fortschritte, die dem Massenmedium Fernsehen vor Kriegsende jedoch nicht mehr zugutekamen. Dies gilt zum Beispiel für die ersten Versuche mit hochaufgelösten Fernsehbildern (729 und 1029 Zeilen), die nur militärisch in der Luftaufklärung eingesetzt wurden.
Während der deutschen Besetzung Frankreichs produzierte die Wehrmacht zur Betreuung der deutschen Truppen („Lazarettfernsehen“) in einem improvisierten Studio in Paris Fernsehsendungen, die dann vom Eiffelturm ausgestrahlt wurden (siehe Fernsehsender Paris).